# Goera arcuata
Goera arcuata är en nattsländeart som beskrevs av Yang och Armitage 1996. Goera arcuata ingår i släktet Goera och familjen grusrörsnattsländor. Inga underarter finns listade i Catalogue of Life.